# 설러이 죈지
설러이호르바트 죈지(헝가리어: Szalay-Horváth Gyöngyi, 1968년 3월 24일~2017년 12월 30일)는 헝가리의 은퇴한 펜싱 선수로 주 종목은 에페이다. 1996년 하계 올림픽에서 개인전 동메달을 획득했다.

## 사망
2017년 12월 30일 고향인 터폴처에서 열린 살라미 만들기 대회에 참가하던 도중에 실신했으며, 헬리콥터로 베스프렘의 병원으로 이송되었으나 사망했다.